# Microcos stylocarpoides
Microcos stylocarpoides är en malvaväxtart som beskrevs av Karl Ewald Maximilian Burret. Microcos stylocarpoides ingår i släktet Microcos och familjen malvaväxter. Inga underarter finns listade i Catalogue of Life.